# Medale 50-lecia Powstania Wielkopolskiego
Medale 50-lecia Powstania Wielkopolskiego – medale pamiątkowe wybite z okazji pięćdziesiątej rocznicy wybuchu powstania wielkopolskiego, która przypadała 27 grudnia 1968.
Z okazji rocznicy wybito w Polsce sześć medali pamiątkowych:
- medal w kształcie tarczy rycerskiej z orłem państwowym na awersie i zawartym w czterech wersach tekstem: 50 ROCZNICA / POWSTANIA / WIELKO- / POLSKIEGO. Medal był lany z brązu, niesygnowany i miał wymiary 95 x 75 mm. Projektantem dzieła był Ryszard Skupin, pracując na zlecenie Komitetu Dzielnicowego PZPR Poznań-Grunwald. Rewers medalu poświęcony był 25-leciu Ludowego Wojska Polskiego,
- medal o nietypowym kształcie nachodzących na siebie nieregularnych figur z dwoma popiersiami powstańców i orłem na awersie oraz napisem: 50 / ROCZNICA / POWSTANIA / WIELKOPOLSKIEGO. Na rewersie mieściła się sylwetka Wielkopolskiego Krzyża Powstańczego i daty 1918-1968. Zaprojektowany przez Ryszarda Skupina medal był lany z brązu, niesygnowany i miał wymiary 110 x 88 mm. Autor popełnił drobny błąd historyczny, gdyż powstańcy przedstawieni zostali w rogatywkach Wojska Polskiego, a nie powstańczych[1],
- zbliżony do kolistego medal wybity przez Sekcję Numizmatyczną Oddziału Polskiego Towarzystwa Archeologicznego w Poznaniu z Odznaką Pamiątkową Wojsk Wielkopolskich, lilijką harcerską, odznaką Sokoła oraz datą 1918 1968 / 27 XII na awersie. Na rewersie dominował orzeł z tarczą herbową województwa wielkopolskiego. W otoku umieszczono napis: W 50 ROCZNICĘ POWSTANIA WIELKOPOLSKIEGO, a pod orłem: SEKCJA / NUMIZMATYCZNA / P.T.A. W POZNANIU. Poniżej orła wyobrażono rogatywkę powstańczą z koniczynką mundurową Armii Wielkopolskiej. Medal był lany z brązu w nakładzie 235 egzemplarzy, miał wymiar 76 x 76 mm. Był sygnowany Av. St.. Projektantem dzieła był Józef Stasiński, a odlewał je Janusz Kamieński w swojej pracowni w Swarzędzu,
- medal zaprojektowany przez Józefa Kopczyńskiego z sześcioma stylizowanymi sylwetkami powstańców w ruchu oraz datami 1918, 1919 i 1968 na awersie i orłem typu wczesnogotyckiego na rewersie, który w otoku okalał mocno stylizowany napis: PIĘĆDZIESIĄTA ROCZNICA POWSTANIA WIELKOPOLSKIEGO. Medal został odlany z brązu w trzech egzemplarzach i miał wymiary 78 x 82 mm,
- medal zaprojektowany przez Józefa Kopczyńskiego z pięcioma stylizowanymi postaciami powstańców z bagnetami i rannym na awersie oraz wpisanymi w krzyż na rewersie: orłem, datami 1918, 1919, 1968 i napisem w belce poziomej PIĘĆDZIESIĄTA ROCZNICA / POWSTANIA WIELKOPOLSKIEGO. Medal ten odlano w brązie w liczbie trzech egzemplarzy. Miał wymiary 84 x 94 mm,
- trzeci medal Józefa Kopczyńskiego, który nie zachował się w żadnej formie. Swoje prace Józef Kopczyński zrealizował w ramach Wielkopolskiego Towarzystwa Kulturalnego[2].

W 1965 odlano ponadto pierwszy medal artystyczny upamiętniający powstańców wielkopolskich w ogóle: Odsłonięcie Pomnika Powstańców Wielkopolskich. Był on okrągły i przedstawiał na awersie postacie żołnierskie stojące przy poznańskim monumencie powstańczym. W otoku umieszczono napis: ODSŁONIĘCIE POMNIKA POWSTAŃCÓW WIELKOPOLSKICH 1918-19 W POZNANIU. Pod stopami powstańców zamieszczono napis: 19 WRZEŚNIA 1965. Na rewersie znalazł się orzeł o nieforemnym ujęciu i napis u dołu: 27 GRUDNIA 1918. Medal odlano z brązu, miał 109 mm średnicy i nakład stu egzemplarzy. Sygnowano go J. Sob. na rewersie. Projektantem był Jerzy Sobociński, który pracował na zlecenie Wydziału Kultury Prezydium Wojewódzkiej Rady Narodowej w Poznaniu. Medale rozdano osobom zasłużonym przy wznoszeniu pomnika, a także znaczącym członkom ZBOWiD.